# Nachal Chanilon
Nachal Chanilon (hebrejsky: נחל חנלון) je krátké vádí v severním Izraeli, v pohoří Karmel.
Začíná v nadmořské výšce okolo 300 metrů nad mořem, východně od vesnice Ejn Chaud. Odtud vádí směřuje k západu hlubokým zalesněným údolím. Mezi vesnicemi Ejn Chaud a Nir Ecion ústí zprava do vádí Nachal Hod, které odvádí jeho vody do Středozemního moře.